# Michurinska-10
 'Michurinska-10' es un cultivar de higuera de tipo higo común Ficus carica bífera donde cada temporada produce dos cosechas, una de brevas y otra de higos de otoño, de higos con higos. En América del Norte son capaces de ser cultivadas en USDA Hardiness Zones.

## Sinonimia
- „Ali Pasha“,[4][5][6]
- „Bojë Kafe“,
- „fiku i vogël“
- „Florea“ en Estados Unidos,[7][8]

## Historia
'Michurinska-10' es la variedad de higo más usualmente cultivado en Bulgaria. El nombre le fue dado hace más de 50 años por Radka Serafimova, durante su investigación científica sobre variedades de higos en Bulgaria para el Jardín botánico de Plovdiv.
El nombre científico no se conoce entre la gente corriente y en diferentes regiones del país lo llaman "fiku i vogël" ("El higo pequeño"), "Ali Pasha", "bojë kafe" (" Higo Marrón"), y en lugares donde ninguna otra variedad puede crecer por las bajas temperaturas, simplemente "Figurë" ("El Higo").

## Características
Los higos 'Michurinska-10' son los más confiables para la siembra en Zonas de rusticidad según la USDA 7a, a más cálida. Produce mucha fruta durante la temporada de crecimiento, incluso si se congela el suelo en el invierno.
La variedad 'Michurinska-10' es probablemente el higo de buena calidad más resistente al frío del mundo. Esta es una antigua variedad local búlgara que solo se encuentra en Bulgaria y en algunas regiones de Macedonia, Serbia y Rumania. Esta variedad produce desarrollo de higos de otoño en los nuevos brotes. Esto significa que incluso si se congela al suelo en áreas más frías, seguirá produciendo una cosecha en la temporada siguiente de los brotes que han surgido, renuevos de las raíces.
La variedad 'Michurinska-10' es vigorosa. La hoja es de cinco lóbulos, con incisión profunda y de márgenes serrados.
La variedad 'Michurinska-10' produce cosechas abundantes. Esta variedad es la única en Bulgaria, que siempre y cada año sin excepción, da una buena cosecha de frutas de calidad.
'Michurinska-10' da dos cultivos en verano, uno de brevas en junio y el cultivo principal de higos a finales de julio o principios de agosto (para las llanuras en el sur de Bulgaria). Los frutos continúan madurando hasta finales de septiembre, y con el año adecuado, también hasta finales de octubre.
En los lugares más fríos del norte y oeste de Bulgaria Plovdiv, la maduración puede ser similar a la del sur de Bulgaria (Mar Negro), pero si la planta se congela hasta el suelo cada año, solo producirá el cultivo principal (higos de otoño) que puede madurar más tarde.
Esta variedad es autofértil y no necesita de otras higueras para ser polinizada. Los frutos son en forma de gota, no muy grande y con color de fondo verde marronáceo con sobre color púrpura. La carne es de color naranja a color frambuesa. Los frutos son de buen sabor, pero no excepcionales.

## Cultivo
'Michurinska-10' son higueras resistentes al frío en áreas donde las temperaturas mínimas invernales no caen por debajo de 5 grados F. (-15 C.). Hay que tener en cuenta, sin embargo, que el tejido del tallo puede dañarse incluso a mucho más de 5 grados F., especialmente si se trata de un periodo prolongado de frío. Las higueras resistentes al invierno asentadas o maduras de varios años son más propensas a sobrevivir a un periodo frío prolongado. Los árboles jóvenes son más propensos a morir en suelos helados, especialmente si tienen "pies encharcados" o raíces cerca de la superficie.
La higuera crece bien en suelos secos, fértiles y ligeramente calcáreos, en regiones cálidas y soleadas. La higuera no es muy exigente y se adapta a cualquier tipo de suelo, pero su crecimiento es óptimo en suelos livianos, más bien arenosos, profundos y fértiles. Aunque prefiere los suelos  calcáreos, se adapta muy bien en suelos ácidos. Teme el exceso de humedad y la falta de agua. En estos 2 casos, se producirá el amarilleamiento de las hojas.
Las temperaturas de -10 a -20 grados F (-23 a -26 C) definitivamente matarán a la higuera. De todas maneras en estas zonas y como prevención necesitará algún tipo de protección para el invierno con acolchamiento de los suelos con una gruesa capa de restos vegetales. En la primavera aparecerán ramas vigorosas (y fruta) si el pie ha sido protegido contra las fuertes heladas.